# Fredericksburg (Virginia)
Fredericksburg település az Amerikai Egyesült Államok Virginia államában, megyei jogú város. Lakosainak száma 27 982 fő (2020. április 1.).

## Népesség
A település népességének változása:
| Lakosok száma | 6000 | 24 286 | 25 904 | 27 390 | 28 132 | 28 118 | 28 360 | 28 469 | 29 036 | 27 982 |
|               | 1907 | 2010   | 2011   | 2012   | 2013   | 2015   | 2017   | 2018   | 2019   | 2020   |